# Cerrar los ojos
Cerrar los ojos és un pel·lícula dramàtica hispano-argentina de 2023 dirigida per Víctor Erice a partir d'un guió d'Erice i Michel Gaztambide protagonitzada per Manolo Solo, José Coronado i Ana Torrent.
Es va estrenar a la secció d'estrena de Cannes del 76è Festival Internacional de Cinema de Canes el 22 de maig de 2023.

## Argument
L'any 2012, uns vint anys després de la misteriosa desaparició prop del mar de l'actor Julio Arenas mentre rodava una pel·lícula titulada La mirada del adiós als anys noranta, un programa de televisió sensacionalista reviu el cas, i arriba a involucrar el director de cinema i amic íntim d’Arenas Miguel Garay, que parla amb la filla d'en Julio, l'Ana, l'editor de pel·lícules i arxiver Max, i l'amiga comuna i amant Lola.

## Repartiment
- Manolo Solo com a Miguel Garay[5]
- José Coronado com a Julio Arenas / Gardel[5]
- Ana Torrent com a Ana Arenas[5]
- María León com a Belén Granados[5]
- Petra Martínez com a Hermana Consuelo[5]
- Soledad Villamil com a Lola San Román[5]
- Antonio Dechent com a Tico Mayoral[5]
- Mario Pardo com a Max Roca[5]
- Helena Miquel com a Marta Soriano[5]
- Josep Maria Pou com a Ferran Soler (Mr. Levy)[5]
- Juan Margallo com a Doctor Benavides[5]
- Venecia Franco com a Qiao Shu[5]

## Producció
El projecte (que marca el pimer llargmetratge d'Erice des del docudrama de 1992 El sol del membrillo) es va revelar després de la divulgació de l'assignació de finançament públic a les produccions cinematogràfiques per part de l'emissora regional andalusa Canal Sur a mitjans de 2022. El guió va ser escrit per Víctor Erice i Michel Gaztambide basat en una història original d'Erice. Es una producció de Pecado Films, Tandem Films, Nautilus Films, Pampa Films i La voz del adiós AIE, amb la participació de RTVE, Canal Sur, Vodafone, EiTB, Movistar Plus+, Telemadrid, i amb el suport de l'ICAA, els governs regionals d’Andalusia i Madrid i la Diputació Provincial de Granada.
El rodatge es va realitar a Castell de Ferro i Gualchos (província de Granada) i Aguadulce (província d'Almeria), així com a Astúries i Madrid.

## Estrena
La pel·lícula va ser seleccionada per ser projectada a la secció d'estrena de Cannes del 76è Festival Internacional de Cinema de Canes, on es va estrenar el 22 de maig de 2023. Erice es va negar a assistir a l'estrena, explicant la seva absència en un acte obert. carta enviada a El País sobre la base d'una manca de "diàleg i consulta" per part del director de programació Thierry Frémaux durant el procés de selecció. Havent enviat un format QuickTime versió de la pel·lícula el març de 2023 i més tard un DCP amb la classificació final del color i les barreges de so, Erice va saber sobre la pissarra de l'estrena de Canes durant la conferència de premsa oficial del matí del 13 d'abril de 2023, amb Frémaux s'ha informat que Erice no hi va anar i no va notificat a temps si la pel·lícula s'inscriria en un espai de competició de la selecció oficial, de manera que Erice no va poder avaluar i triar entre altres alternatives que tenia la pel·lícula, inclosa la secció paral·lela de l'obertura de Canes Quinzena de Cineastes, i projeccions als festivals de Locarno i al Venècia. El Festival de Canes va emetre un comunicat en resposta afirmant que la selecció de la pel·lícula s'havia fet en condicions habituals, explicant que estan "sobretot orgullosos i contents d'haver acollit Cerrar los ojos de Víctor Erice a la seva 76a edició". La pel·lícula també va arribar al programa 'Centrepiece' del Festival Internacional de Cinema de Toronto de 2023, a la seccoó 'Icon' del 28è Festival Internacional de Cinema de Busan, a la secció 'Create' del Festival de Cinema de Londres de 2023, ai a la llista principal del Festival de Cinema de Nova York de 2023.
Distribuïda per Avalon, fou estrenada a les sales de cinema d’Espanya el 29 de setembre de 2023. Haut et Court va adquirir els drets de distribució a França, n es va fixar una data d'estrena al cinema el 16 d'agost de 2023. New Wave Films va adquirir els drets de distribució al Regne Unit i a Irlanda. El 7 de setembre de 2023, abans de la seva estrena a les sales espanyoles, es va anunciar que la pel·lícula es trobava a la llista de seleccionada per a la presentació d'Espanya a l'Oscar a la millor pel·lícula de parla no anglesa, competint amb 20.000 espècies d'abelles, i La sociedad de la nieve.

## Recepció
Segons el lloc web estatunidenca d'agregació de ressenyes Rotten Tomatoes, Cerrar los ojos té una puntuació d'aprovació del 93% basada en 29 ressenyes dels crítics, amb una mitjana de 8.60/10. l consens dels crítics del lloc diu: "Una obra mestra gairebé per al director/coguionista Victor Erice, Close Your Eyes acaba el seu llarg bretxa entre pel·lícules amb una meditació en moviment sobre la memòria, la identitat i el propi cinema".
Manu Yáñez de Fotogramas va puntuar Close Your Eyes amb 5 de 5 estrelles, destacant el tram final de la història com el millor de la pel·lícula.
Jordan Mintzer de The Hollywood Reporter va subratllar que la pel·lícula era "un commovedor cant de cigne cinematogràfica".
Peter Bradshaw de The Guardian va puntuar la pel·lícula amb 4 de 5 estrelles, descrivint-la com "expansiva, xerrada i, alhora, deprimida i pessimista", considerant que "hi ha quelcom profundament civilitzat i amable sobre aquesta pel·lícula".
Daniel de Partearroyo de Cinemanía va valorar la pel·lícula amb 4½ sobre 5 estrelles, destacant en el veredicte "el retorn del rei", i com Erice "és impressionant amb la seva mirada d'un altre temps".

### Llistes de les 10 millors
La pel·lícula també va aparèixer a les llistes de les deu millors pel·lícules del 2023 segons els crítics:
- 1a — Esquire (Rafael Sánchez Casademont)[29]
- 2a — Cahiers du Cinéma (consens)[30]

La pel·lícula també va aparèixer a les llistes de les deu millors pel·lícules espanyoles del 2023 segons els crítics:
The film also appeared on a number of critics' top ten lists of the best Spanish films of 2023:
- 1a — El Cultural (crítics)[31]
- 3a — El Mundo (Luis Martínez)[32]
- 7a — El Español (Series & Más consens)[33]

## Reconeixements
| Any  | Premi                                         | Categoria                                    | Nominat                                      | Resultat  | Ref    |
| ---- | --------------------------------------------- | -------------------------------------------- | -------------------------------------------- | --------- | ------ |
| 2023 | XXIX Premis Cinematogràfics José María Forqué | Millor pel·lícula]                           | Millor pel·lícula]                           | Nominat   | [ 34 ] |
| 2023 | XXIX Premis Cinematogràfics José María Forqué | Millor actor en cinema                       | Manolo Solo                                  | Nominat   | [ 34 ] |
| 2024 | XI Premis Feroz                               | Premi Feroz a la millor pel·lícula dramàtica | Premi Feroz a la millor pel·lícula dramàtica | Nominat   | [ 35 ] |
| 2024 | XI Premis Feroz                               | Millor director                              | Víctor Erice                                 | Nominat   | [ 35 ] |
| 2024 | XI Premis Feroz                               | Millor guió                                  | Víctor Erice, Michel Gaztambide              | Nominat   | [ 35 ] |
| 2024 | XI Premis Feroz                               | Millor actor protagonista                    | Manolo Solo                                  | Nominat   | [ 35 ] |
| 2024 | XI Premis Feroz                               | Millor actriu de repartiment                 | Ana Torrent                                  | Nominat   | [ 35 ] |
| 2024 | XI Premis Feroz                               | Millor actor de repartiment                  | José Coronado                                | Nominat   | [ 35 ] |
| 2024 | XI Premis Feroz                               | Millor música original                       | Federico Jusid                               | Nominat   | [ 35 ] |
| 2024 | XI Premis Feroz                               | Millor cartell                               | Sergio Pozas, Manolo Pavón                   | Nominat   | [ 35 ] |
| 2024 | XI Premis Feroz                               | Millor tràiler                               | Elena Gutiérrez                              | Nominat   | [ 35 ] |
| 2024 | 3rs Premis Carmen                             | Millor pel·lícula                            | Millor pel·lícula                            | Pendent   | [ 36 ] |
| 2024 | 3rs Premis Carmen                             | Millor actor                                 | Manolo Solo                                  | Pendent   | [ 36 ] |
| 2024 | 3rs Premis Carmen                             | Millor actriu secundària                     | María León                                   | Pendent   | [ 36 ] |
| 2024 | 3rs Premis Carmen                             | Millor actriu secundària                     | Petra Martínez                               | Pendent   | [ 36 ] |
| 2024 | XXXVIII Premis Goya                           | Millor pel·lícula                            | Millor pel·lícula                            | Pendent   | [ 37 ] |
| 2024 | XXXVIII Premis Goya                           | Millor director                              | Víctor Erice                                 | Nominat   | [ 37 ] |
| 2024 | XXXVIII Premis Goya                           | Millor guió original                         | Víctor Erice, Michel Gaztambide              | Nominat   | [ 37 ] |
| 2024 | XXXVIII Premis Goya                           | Millor actor                                 | Manolo Solo                                  | Nominat   | [ 37 ] |
| 2024 | XXXVIII Premis Goya                           | Millor actriu secundària                     | Ana Torrent                                  | Nominat   | [ 37 ] |
| 2024 | XXXVIII Premis Goya                           | Millor actor secundari                       | Jose Coronado                                | Guanyador | [ 37 ] |
| 2024 | XXXVIII Premis Goya                           | Millor fotografia                            | Valentín Álvarez                             | Nominat   | [ 37 ] |
| 2024 | XXXVIII Premis Goya                           | Millor muntatge                              | Ascen Marchena                               | Nominat   | [ 37 ] |
| 2024 | XXXVIII Premis Goya                           | Millor so                                    | Iván Marín, Juan Ferro, Candela Palencia     | Nominat   | [ 37 ] |
| 2024 | XXXVIII Premis Goya                           | Millor direcció artística                    | Curru Garabal                                | Nominat   | [ 37 ] |
| 2024 | XXXVIII Premis Goya                           | Millo supervisió de producció                | María José Díez                              | Nominat   | [ 37 ] |